# Zagłoba (województwo lubelskie)
Zagłoba – wieś w Polsce położona w województwie lubelskim, w powiecie opolskim, w gminie Wilków. 
| SIMC    | Nazwa  | Rodzaj    |
| ------- | ------ | --------- |
| 1023322 | Dratów | część wsi |

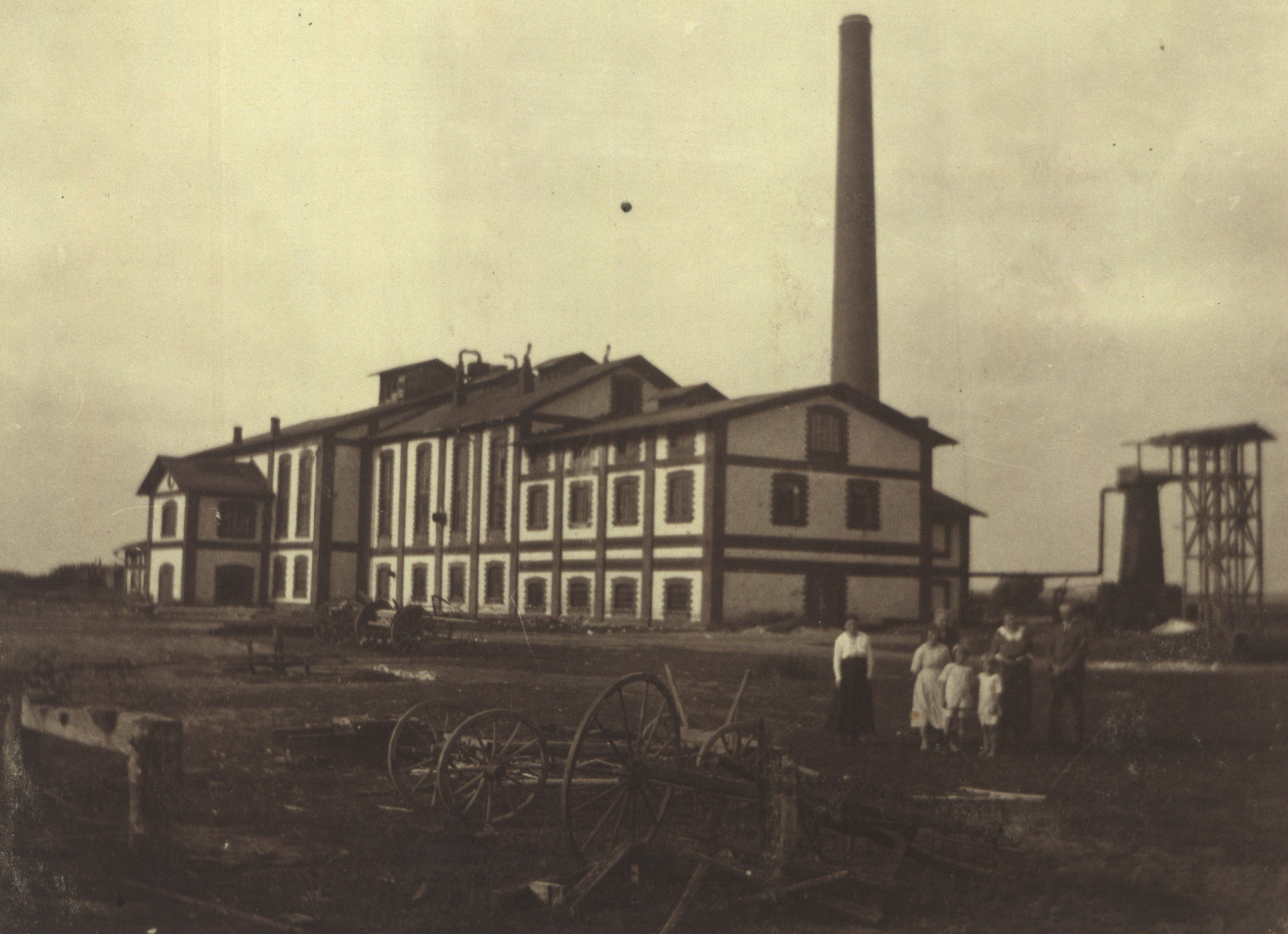
Cukrownia, 1923

Do lat 90. XIX w. wieś nazywała się Dratów. Nazwa pochodzi od herbu, jakiego używał Jan Kleniewski, założyciel cukrowni i jej pierwszy właściciel. Pierwotnie była to jedynie nazwa cukrowni, ale z czasem wieś przejęła jej nazwę. 
W latach 1975–1998 miejscowość należała administracyjnie do ówczesnego województwa lubelskiego.
Wieś stanowi sołectwo w gminie Wilków. Według Narodowego Spisu Powszechnego z roku 2011 wieś liczyła 349 mieszkańców.
W Zagłobie znajdują się: zakład przetwórstwa owoców i warzyw (dawniej cukrownia), szkoła podstawowa, 2 sklepy, apteka. Mieszkańcy zajmują się głównie rolnictwem.

## Zabytki
Według rejestru zabytków NID na listę zabytków wpisany jest kościół parafialny pw. Matki Bożej Królowej Polski, z lat 1925-38, nr rej.: A/891 z 25.09.2008.